# Гидрокс (дайвинг)
Ги́дрокс (англ. Hydrox от англ. hydrogen — водород и англ. oxygen — кислород), российское название — КВС (Кислородно-водородная смесь) — обозначение дыхательных газовых смесей для подводных погружений, состоящих из водорода и кислорода.
Гидрокс используется в глубоководной фазе погружения. За счёт полного удаления азота из смеси исключается токсичное действие газа. Однако, на больших глубинах начинает действовать так называемый водородный наркоз. В настоящее время данное семейство смесей используется исключительно для научных исследований.
По причине взрывоопасности смеси водорода и кислорода (образуется один из гремучих газов) водород добавляется только в смеси с малым содержанием кислорода.
Гидроксы могут применяться на глубинах от 70 до 700 метров. В ходе эксперимента «Гидра 10» (COMEX Hydra X), продолжавшегося с 2 ноября по конец декабря 1992 года, 20 ноября 1992 года был установлен мировой рекорд по глубине погружения при симуляции водолазного спуска в барокамере, составивший 701 метр.
Для погружений в воду рекорд составляет 534 метра, установленный в 1988 году в рамках эксперимента Hydra VIII.